# Il pirata sono io!
Il pirata sono io! è un film del 1940 diretto da Mario Mattoli.

## Trama
Settembre 1795. A Santa Genoveffa, nello stato di Santa Cruz, il governatore organizza un attacco alla città con finti pirati per amicarsi il viceré in visita, ma la cosa finisce male. Una successiva invasione di veri pirati mette nei guai il governatore, che solo con l'aiuto del professor José riuscirà ad organizzare la sconfitta degli invasori.

## Produzione

Durante la lavorazione

Il film fu girato negli stabilimenti Pisorno di Tirrenia.

## Critica
(Rosario Assunto su Bianco e Nero del 1º dicembre 1940)